# Корчацька сільська рада
Корчацька сільська рада — колишня адміністративно-територіальна одиниця та орган місцевого самоврядування у Троянівському, Коростишівському, Житомирському районах і Житомирській міській раді Волинської округи, Київської й Житомирської областей Української РСР та України з адміністративним центром у с. Корчак.

## Населені пункти
Сільській раді підпорядковані населені пункти:
- с. Корчак
- с. Катеринівка
- с. Перлявка

## Населення
Кількість населення ради, станом на 1923 рік, становила 1 100 осіб, кількість дворів — 162.
Кількість населення сільської ради, станом на 1924 рік, становила 1 070 осіб.
Відповідно до результатів перепису населення СРСР, кількість населення ради, станом на 12 січня 1989 року, становила 792 особи.
Станом на 5 грудня 2001 року, відповідно до перепису населення України, кількість мешканців сільської ради становила 795 осіб.

## Склад ради
Рада складається з 14 депутатів та голови.

### Керівний склад сільської ради
| ПІБ                        | Основні відомості                                                         | Дата обрання | Дата звільнення |
| -------------------------- | ------------------------------------------------------------------------- | ------------ | --------------- |
| Герасимчук Віра Михайлівна | Сільський голова, 1954 року народження, освіта, позапартійна              | 26.03.2006   | 31.10.2010      |
| Герасимчук Віра Михайлівна | Сільський голова, 1954 року народження, освіта вища, член Партії регіонів | 31.10.2010   |                 |

Примітка: таблиця складена за даними джерела

## Історія
Створена 1923 року, в складі сіл Корчак, Перлявка та колонії Катеринівка Троянівської волості Житомирського повіту Волинської губернії. Станом на 10 жовтня 1925 року на обліку числився хутір Дермань, котрий, на 1 жовтня 1941 року, не перебуває на обліку населених пунктів.
Станом на 1 вересня 1946 року сільська рада входила до складу Житомирського району Житомирської області, на обліку в раді перебували с. Корчак та хутори Катеринівка і Перлявка.
На 1 січня 1972 року сільська рада входила до складу Житомирського району Житомирської області, на обліку в раді перебували села Катеринівка, Корчак та Перлявка.
Припинила існування 17 листопада 2015 року через об'єднання до складу Тетерівської сільської територіальної громади Житомирського району Житомирської області.
Входила до складу Троянівського (7.03.1923 р.), Житомирського (14.05.1939 р., 4.01.1965 р.), Коростишівського (30.12.1962 р.) районів та Житомирської міської ради (14.11.1935 р.).